# Carlotta ou la Vaticane
 (octobre 2015).
Si vous disposez d'ouvrages ou d'articles de référence ou si vous connaissez des sites web de qualité traitant du thème abordé ici, merci de compléter l'article en donnant les références utiles à sa vérifiabilité et en les liant à la section « Notes et références ».
Carlotta ou la Vaticane est un opéra en trois actes de Dominique Gesseney-Rappo, sur un livret de Christophe Passer, créé à l'occasion du trentième anniversaire de l'Opéra de Fribourg le 31 décembre 2015 au théâtre Équilibre à Fribourg.

## Création
La création le 31 décembre 2015 à Fribourg fait intervenir les acteurs suivants :

### Équipe artistique
- Direction musicale : Laurent Gendre
- Mise en scène : Denis Maillefer
- Scénographie : Yangalie Kohlbrenner
- Lumière et conception video : Laurent Junod
- Costumes : Isa Boucharlat
- Chef de chant : Pierre-Fabien Roubaty

### Rôles et distribution
- Claudia Moulin : Carlotta, Jeune romaine (Soprano)
- Julien Dran : Tibère, jeune garde suisse (Ténor)
- Sébastien Lemoine  : Konrad von Kurstein, Commandant de la garde (Baryton)
- Delphine Gillot  : Gloria von Kurstein, épouse du Commandant (Soprano)
- Christophe Crapez : Don Eliseo, prêtre (Ténor)
- Véronique Rossier: Immaculata, nonne (Mezzo-soprano)
- Seraina Perrenoud : Marinella, amie de Carlotta (Soprano)
- Rémi Ortega : Simon, sergent de la garde (Baryton)
- Michel Kuhn  : Un Cardinal / un cantinier (Baryton-Basse)

## Argument
S'inspirant librement du triple homicide qui avait secoué la Garde suisse pontificale en 1998, l'intrigue se déroule à Rome, Cité du Vatican.

### Acte 1
Rome, Cité du Vatican. Dans leur appartement, Konrad von Kurstein, vice-commandant de la garde pontificale, et sa femme Gloria prennent un petit déjeuner. Il va être nommé Commandant dans les heures qui viennent. Gloria avoue s’en réjouir. Mais il reste encore beaucoup à 
faire en cette journée. Elle appelle Carlotta, la servante. Celle-ci se faisant attendre, Gloria s’impatiente et s’en va. Carlotta entre. Konrad la regarde desservir, avec une admiration évidente pour sa beauté. Elle
lui sourit, sûre de son charme. Il vient vers la jeune femme, badine et la complimente, lui dit qu’il sera bientôt Commandant, laissant entendre qu’il entend en profiter...
On frappe à la porte. C’est Don Eliseo qui entre, sans qu’on l’y invite. Il est là pour quémander au futur chef le poste d’aumônier de la
garde. Il souhaite l’appui du vice-commandant qui le lui refuse. Il dit à Don Eliseo qu’il l’a percé à jour: il n’est pas prêtre, mais diacre dans une secte catholique très conservatrice. Konrad lui annonce qu’il entend le dénoncer au pape, et le faire expulser du Vatican. Il le congédie théâtralement, aussi pour impressionner Carlotta. Don Eliseo, très irrité, doit partir, mais le menace de représailles. Resté seul avec Carlotta, Konrad continue ses manœuvres de séduction, mais voilà que l’on entend Gloria appeler son mari. 
Carlotta entreprend quelque dernier travail de ménage, quand on frappe à la porte. C’est son fiancé, Tibère, qui vient voir le vice-commandant. Carlotta se jette dans ses bras. Ils sont amoureux, ne se lassent pas de se le répéter. Tibère explique à sa belle qu’il est venu s’assurer auprès du futur Commandant qu’il aura la médaille récompensant ses trois ans de service pontifical. Carlotta tente de le 
rassurer. Elle voudrait qu’il reste à Rome, qu’ils puissent se marier et y faire leur vie. Il faudrait cependant qu’il soit nommé caporal. Mystérieuse et mutine, elle lui dit que ce Konrad n’est pas si méchant. Ses sous-entendus inquiètent Tibère. Konrad surprend leur conversation. Ce bonheur le contrarie, il est jaloux de Tibère. Ce dernier finit par remarquer sa présence et, encouragé par Carlotta, lui demande ce grade 
de caporal qui lui ouvrirait un avenir romain. Konrad lui dit qu’il doit réfléchir.
A nouveau seule avec Konrad, Carlotta minaude aux fins de le calmer. Elle le séduit pour qu’il accorde le grade à Tibère. Konrad fait le joli
cœur en dénigrant son rival. Il laisse entendre qu’il pourrait accorder
ce que demande Tibère si Carlotta se montre arrangeante. Elle ne se choque pas de ses insinuations graveleuses. Puis elle s’en va. Ni l’un 
ni l’autre n’ont remarqué Gloria qui arrivait. Gloria annonce à son mari qu’elle a vu son manège. Elle lui dit sa déception. Konrad pense que 
Gloria peut comprendre ce désir. Une nonne, Immaculata, fait son entrée,pour parler à son amie Gloria. Konrad s’en va. 
Gloria chante sa souffrance. Elle aime son mari, mais cela lui 
permet-il de la tromper ? Immaculata lui répond avec bienveillance, lui 
conseillant d’écouter son cœur et de se laisser guider par son amour 
pour Konrad. Carlotta entre à son tour avec Marinella. Elle entrevoit un
avenir heureux pour elle et Tibère. Elle se flatte de savoir Konrad à 
ses pieds. Marinella lui enjoint d’être prudente. Carlotta répète gaiement
qu’elle n’hésitera pas à se servir de cette séduction. On entend monter
le chant des gardes qui arrivent, sur un air de fête. Carlotta et Marinella rejoignent leurs fiancés qui les font aussitôt danser.

### Acte 2
Dans une cour intérieure du Vatican. Les gardes chantent l’amour du 
pays natal et ses fortes nostalgies. Tibère et Simon, jeune sergent 
fiancé à Marinella, devisent alors que les autres gardes s’affairent, et
qu’un cantinier vend ses produits. Ils parlent de leur pays qui leur 
manque et de l’amour qu’ils ont trouvé en Italie. Tibère raconte aussi 
comment il ressent ce service de la garde, qu’il aimerait plus moderne. 
Il pense que cela apporterait une image neuve de la garde, au-delà du Vatican.
Don Eliseo, qui les a écoutés, s’approche  de Tibère, lui dit qu’il 
trouve formidable son regard sur l’avenir de la garde. Il dénigre le 
conservatisme et l’hypocrisie de Konrad, qui cacherait d’inavouables 
secrets. Don Eliseo lui propose de l’aider à faire de sa médaille un 
événement médiatique, de devenir l’emblème de la jeunesse de la garde. 
Le Commandant ne pourra plus faire autrement que de le nommer caporal. 
Tibère se laisse convaincre.
Carlotta et Marinella reviennent de la ville, couvertes de paquets. 
Tibère explique à Carlotta son projet. Le Commandant ne pourra plus rien
lui refuser. Carlotta est contente. Elle lui dit qu’à elle non plus, 
Konrad ne pourra bientôt plus rien refuser. Son ton mutin inquiète et 
irrite Tibère, qui veut en savoir plus. Elle lui confie que son charme 
opère sur Konrad et qu’elle en fait ce qu’elle veut. Tibère se met en 
colère, il s’en va, ne laissant pas Carlotta s’expliquer. Don Eliseo a 
tout entendu.
A l’arrivée de Konrad, celui-ci congédie les gardes. Don Eliseo fait 
mine de partir, mais se tapit dans l’ombre. Konrad, se pensant seul avec
Carlotta, lui dit à nouveau son désir. Elle flirte, fait mine de se 
laisser séduire. Il lui dit qu’une fille comme elle n’a rien à faire 
avec un simple garde. Elle répond qu’elle est libre d’aimer qui elle 
veut. Elle badine et laisse des espérances. Konrad est bientôt prêt à 
tout promettre. Elle lui laisse déposer un court baiser sur ses lèvres. 
Mais ils n’ont pas vu Don Eliseo qui a pris une photo. 
Restée seule, Carlotta est surprise par Don Eliseo. Il lui dit qu’il a
tout vu. S’engage alors entre eux un dialogue sur le péché et la 
tentation, le désir et l’amour. Elle se moque de sa peur des femmes, de 
la peur que l’Eglise a des femmes. Il l’insulte, elle vient vers lui, le
pressant de questions, dégrafant sa robe. Elle est nue, sublime, face à
lui, demandant avec insolence si elle est l’œuvre du diable ou de Dieu.
Don Eliseo s’enfuit en criant des imprécations.

### Acte 3
Konrad sort de son appartement. Don Eliseo l’interpelle et lui parle 
de Carlotta, lui dit qu’elle se joue de lui. Elle le séduit seulement 
pour obtenir l’avancement qu’elle veut pour Tibère. Konrad le raille. 
Mais on devine son tourment. Il renvoie Don Eliseo, puis laisse place au
ressentiment. Il se promet de remettre cette petite à sa place et de 
n’accorder aucun avancement à Tibère.
Sortant de chez elle, Gloria rejoint son époux, qui rumine sa 
contrariété. Soudain, la troupe des gardes entre, précédant un cardinal,
et lance un piquet d’honneur. Le cardinal annonce à Konrad von Kurstein
qu’il est désormais le nouveau Commandant de la garde. Il reste 
d’humeur froide, son épouse est aux anges. Les gardes rendent les honneurs. En s’en allant, les gardes s’étonnent de l’absence de Tibère. 
Demeurée seule avec son mari, Gloria s’inquiète de son humeur 
contrariée. Konrad lui explique qu’il a finalement choisi de ne pas 
accorder sa médaille ni aucun avancement à Tibère. Elle prend en vain la
défense du jeune homme. Konrad rentre chez lui et elle reste sur le pas
de la porte. Elle chante son dilemme, entre l’amour qu’elle a pour 
Konrad, et la façon dont elle sait que Carlotta lui tourne la tête. Elle
dit son pressentiment. Simon vient afficher la liste des médaillés et 
des avancements. Gloria rentre à son tour chez elle.
Un attroupement de gardes se forme devant la liste affichée. Ils 
chantent leur joie, se félicitant mutuellement. Tibère rejoint ses 
camarades, mais Simon lui annonce que son nom n’est pas sur la liste. 
Simon tente de le consoler. Il donne à Tibère une enveloppe que lui a 
laissée Don Eliseo. L’ouvrant, Tibère s’effondre : c’est la photo de 
Konrad embrassant Carlotta. Son humiliation est totale. Le Commandant a 
gagné. Carlotta arrive en courant, venant aux nouvelles. Tibère lui 
jette la photo au visage. Carlotta s’enfuit en larmes, et Simon se lance
à sa poursuite, la suppliant de revenir.
Tibère est seul. Il chante son amour perdu. Il sort son arme de 
service, hésite. Il marche vers la porte des von Kurstein. Il frappe, 
c’est Gloria qui lui ouvre. Elle le laisse entrer, la porte se referme. 
Carlotta revient en courant. Elle cherche Tibère. Elle crie qu’il n’a 
rien compris, qu’il ne s’est rien passé, elle chante son amour. Soudain,
trois coups de feu retentissent dans l’appartement. Carlotta s’effondre
en hurlant. 